# Marina Windsor
Lady Marina Charlotte Alexandra Katharine Helen Windsorová (* 30. září 1992, Cambridge) je britská šlechtična a příbuzné britské královské rodiny. Ačkoli je pra-pra-vnučkou krále Jiřího V., byla v roce 2008 odstraněna z nástupnické linie na britský trůn poté, co byla přijata do římskokatolické církve.

## Mládí a rodina
Marina Charlotte Alexandra Katharine Helen Windsor se narodila 30. září 1992 v nemocnici Rosie v Cambridgi v Cambridgeshire. Je druhým dítětem George Windsora, hraběte ze St. Andrews a Sylvany Tomaselliové. Je mladší sestrou Edwarda Windsora, lorda Downpatricka a starší sestrou lady Amelie Windsor. Z otcovy strany je vnučkou prince Edwarda, vévody z Kentu, bratrance Alžběty II. a Katharine, vévodkyně z Kentu, jediné dcery sira Williama Worsleye, 4. baroneta. Z matčiny strany je potomkem rakouské rodiny Tomaselliů. Lady Marina je pojmenována po své prababičce princezně Marině Řecké a Dánské.
Lady Marina byla pokřtěna dne 21. ledna 1993 jako Marina Charlotte Alexandra Katharine Helen Windsor. Obřad vedl kněz anglikánské církve William Booth, proděkan Královské kaple v St James's Palace. Jejími kmotry jsou lady Ralph Kerrová, Katherine Ruth Panterová, William Hanbury-Tenison a Sasha Poklewski-Koziell.

## Dědická práva
Do roku 2008 byla lady Marina 25. v řadě následnictví britského trůnu. Poté, co byla přijata do římskokatolické církve, ztratila, spolu se svým starším bratrem, své místo v řadě nástupnictví v souladu se zákonem o nástupnictví z roku 1701.

## Osobní život
Lady Marina navštěvovala St Mary's School v Ascotu, římskokatolickou internátní školu pro dívky.
V roce 2011 se lady Marina zúčastnila svatby prince Williama, vévody z Cambridge, a Catherine Middleton.
V květnu 2012 lady Marina odcestovala do Thajska, kde trénovala thajský box.